# Матричен принтер
Матричен принтер или точково-матричен принтер (на английски: dot matrix printer) е принтер, при който изображението се създава върху хартия от печатаща глава и лента чрез механичен удар, подобно на пишещата машина. Разликата с пишещата машина или маргаритковия принтер е, че то е съставено от отделни малки точки (пиксели, от там произлиза и терминът „матричен“).
Матричните принтери са сред най-старите компютърни печатащи устройства, които се срещат и до днес благодарение на параметъра „цена на страница“ по който превъзхождат всички останали видове.

## Принцип на действие
В капсулованата печатаща глава са монтирани игли, които се задействат чрез соленоид. При подаване на сигнал към соленоида иглата се изстрелва напред и притиска мастилената лента към листа хартия, отпечатвайки по този начин един пиксел. Разстоянието между печатащите игли в колоната определя вертикалната разделителна способност на принтера. В зависимост от броя на иглите в печатащата глава има различни принтери – едноиглени, (употребяват се в 8 битови системи), 9 иглени (най-често използваните), 18 и 24 иглени. Всеки символ се представя чрез матрица от точки, които се кодират с единица. Печатната глава (иглите) обхожда матрицата и там, където в стълба има единица, на съответната игла се подава електромагнитен импулс и тя удря по листа. 
Ниската скорост на печат и големият шум по време на печат са едни от главните недостатъци на този метод.

## Видове
- Серийни – в тях печатащата глава съдържа игли, подредени вертикално (в колонка) и съответно електромагнитен механизъм за изстрелването им. Броят на иглите може да бъде 1 колонка с 9 игли, 18 игли в 2 колонки или 24 игли в две колонки).
- Линейни – за разлика от серийните ползват вместо игли чукчета, подредени в хоризонтален ред. По този начин оформят печатащ модул. Той е монтиран върху совалка, която вибрира в хоризонтално направление. Така всяко чукче печата поредица от точки в хоризонтална линия за 1 преминаване на совалката. Скоростта на печат се определя от броя символи за секунда и се измерва с единицата „знак в секунда“ (cps).